# 彌彥村
彌彥村（日语：／ Yahiko mura */?）為新潟縣西蒲原郡的一村。面積25.22平方公里，總人口8,518人。該村擁有彌彥溫泉、彌彥神社等觀光景點，亦有大量觀光客來訪。

## 地理
- 山：彌彥山

### 相鄰的自治体
- 新潟市
- 燕市
- 長岡市

## 行政
村長：大谷良孝（2003年2月22日）

## 地域

### 教育
- 彌彥村立彌彥小學校
- 彌彥村立彌彥中學校

## 交通

### 鐵道
- 東日本旅客鐵道（JR東日本）
  - 彌彥線 - 彌彥站 - 矢作站

## 外部連結
- 彌彥村 （页面存档备份，存于）